# Turgor

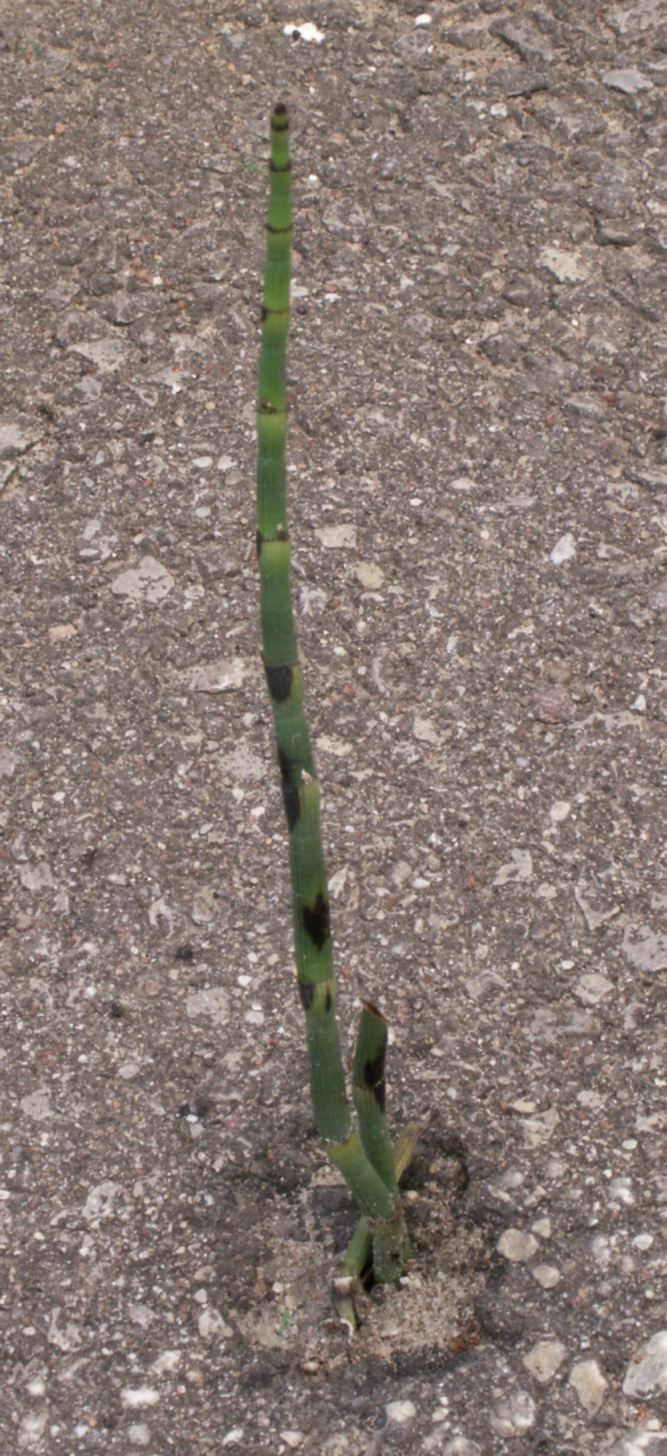
Fräken i asfalt

Turgor, saftspänning, det tryck som växtcellens cellsaft utövar på cellväggen. Detta tryck bidrar till styvheten hos örternas blad och stjälkar. Kraften kan vara tillräckligt stor för att maskrosor kan tränga asfalt åt sidan. Turgor beror på osmos. 
Turgor beskriver även det tryck som människans celler utsätts för. 
Man kan på en person bedöma om uttorkning föreligger genom att nypa på huden, till exempel på handen eller i pannan. Om personen är uttorkad återgår huden långsamt när man släpper greppet. I normala fall skall den återgå på en eller ett par sekunder. Benämningen nedsatt turgor i samband med undersökning av kliniskt status betyder alltså att personen sannolikt är uttorkad.